# Vilko Zuber
Vilko Zuber (Lepoglava, 11. listopada 1915. - 1966.) je hrvatski fotograf, majstor umjetničke fotografije

## Životopis
Rodio se u Lepoglavi 11. listopada 1915. godine. Godine 1940. diplomirao je na Pravnom fakultetu u Zagrebu. Član je Fotokluba Zagreb od godine 1952., kada započinje njegovo bavljenje fotografijom.
Ondašnji Fotosavez Jugoslavije mu je godine 1955. dodijelio zvanje kandidata majstora fotografije, a FIAP (Međunarodna federacija fotografske umjetnosti FIAP mu je dodijelila zvanje EFIAP (ekselencija FIAP). Član je ULUPUH-a. Zuber je izlagao na mnogim izložbama umjetničke fotografije u zemlji i inozemstvu. 
Održao je niz samostalnih izložbi fotografije (Varaždin 1957, Zagreb 1957. i 1958, Dubrovnik 1961. i Baška na Krku 1971).Svojim radovima surađivao je u brojnim knjigama i monografijama. Umro je 1966. godine.
Jedan od niza velikih hrvatskih majstora fotografije socijalističkog realizma, čiji opus krasi fundus Zbirke hrvatske fotografije Fotokluba Zagreb: Tošo Dabac, Zvonimir Grčman, Aleksandar Kukec, Ivan Medar, Milan Pavić, Drago Rendulić, Ante Roca, Žorž Skrygin, Zlatko Šurjak, Zlatko Zrnec i Vilko Zuber.
Na ostatcima dobre tradicije zagrebačke škole fotografije gradit će Vilko Zuber vlastitu fotografsku priču. Lirske krajobraze, Kornate, portrete, urbane pejsaže povezuje u osebujni grafički izraz, u kojem ljudi u pokretu kao da navješćuju rastanak sa soc-realizmom i političkim idealiziranjem života. Unatoč sve prisutnijem proboju life-fotografije, čiji je prvi protagonist u nas Mladen Grčević, Zuber će i dalje, s još nekolicinom istaknutih izlagača u tim pedesetim godinama, u svojim djelima zadržati dobro nam znanu intimu i estetiku čiste likovnosti. Kako u izboru motiva, tako i u samoj obradi, uspijeva postići visoku kvalitetu. Usprkos naglašenoj uniformnosti fotografskog izraza, karakterističnoj za prvu polovicu pedesetih godina, u nekih autora, pa tako i u Zubera, jasne su i individualne osobine. A upravo će one Fotoklub Zagreb uvesti u novo razdoblje, razdoblje dvaju smjerova — life-fotografije i fotografike. Uz fotografije Vilka Zubera nalazimo se pred djelima u kojima forma postaje sadržajna, njezin osamostaljen izraz u otvorenim odnosima linija i crno-bijelih površina. Svijet ovog fotografa otkriva nam tradiciju, ali i otvorenost prema novom, što će zahvaljujući ponajprije likovnim vrijednostima biti jednom od najzanimljivijih cjelina suvremene hrvatske fotografije.

## Nagrade
Dobio je niz nagrada, medalja, diploma i priznanja.